# Palazzo Boboli
Il palazzo Boboli è un edificio di Firenze, situato in via Farini 8.

## Storia e descrizione
Il palazzo risulta eretto alla fine degli anni sessanta dell'Ottocento su progetto dell'architetto Pietro Marinelli e su commissione del ricco possidente cavalier Cesare Boboli che, essenzialmente interessato all'investimento dei propri capitali in un'area in rapido sviluppo e assolutamente qualificata in senso alto borghese, immediatamente lo vendette alla famiglia Boisset Flori.
Il palazzo, con i suoi tre piani distribuiti su cinque assi, presenta un grande portone coronato dall'immancabile balcone, secondo il gusto poggiano che impronta l'intera zona. Si veda, sempre nel solco della tradizione, il deciso aggetto del tetto con la sua ricca decorazione.
L'edificio ospita attualmente la Direzione Beni, Istituzioni, Attività culturali e Sport della Regione Toscana.